# Nayanthara
Diana Mariam Kurien, née le 18 novembre 1984 à Tiruvalla dans le Kerala, est une actrice indienne connue sous le nom de Nayanthara (tamoul : நயந்தாரா), ce qui signifie « Yeux étoilés »). Elle apparaît principalement dans le Kollywood, ainsi qu'en Télougou et en Malayalam. 
Appelée "Lady Superstar" (Femme Superstar), elle est l'une des actrices les mieux payées de l'industrie Tamoul. 
Elle a fait ses débuts d'actrice dans le film Malayalam de 2003 Manassinakkare, puis elle joue dans le cinéma Tamoul avec Ayya (2005) et Télougou avec Lakshmi (2006).

## Filmographie
| Année | Film                             | Rôle(s)                | Langue    | Notes                                                 |
| ----- | -------------------------------- | ---------------------- | --------- | ----------------------------------------------------- |
| 2003  | Manassinakkare                   | Gouri                  | Malayalam |                                                       |
| 2004  | Vismayathumbathu                 | Reetha Mathews         | Malayalam |                                                       |
| 2004  | Natturajavu                      | Katrina                | Malayalam |                                                       |
| 2005  | Ayya                             | Selvi                  | Tamoul    |                                                       |
| 2005  | Chandramukhi                     | Durga                  | Tamoul    |                                                       |
| 2005  | Thaskara Veeran                  | Thankamani             | Malayalam |                                                       |
| 2005  | Rappakal                         | Gouri                  | Malayalam |                                                       |
| 2005  | Ghajini                          | Chitra                 | Tamoul    |                                                       |
| 2005  | Sivakasi                         | Elle-même              | Tamoul    | Apparence spéciale dans la chanson "Kodambakkam Area" |
| 2006  | Kalvanin Kadhali                 | Haritha                | Tamoul    |                                                       |
| 2006  | Lakshmi                          | Nandhinee              | Télougou  |                                                       |
| 2006  | Boss                             | Anuradha               | Télougou  |                                                       |
| 2006  | Vallavan                         | Swapna                 | Tamoul    |                                                       |
| 2006  | Thalaimagan                      | Mekala                 | Tamoul    |                                                       |
| 2006  | E                                | Jyothi                 | Tamoul    |                                                       |
| 2007  | Yogi                             | Nandini                | Télougou  |                                                       |
| 2007  | Dubai Seenu                      | Madhumathi             | Télougou  |                                                       |
| 2007  | Sivaji                           | Elle-même              | Tamoul    | Apparence spéciale dans la chanson "Balleilakka"      |
| 2007  | Tulasi                           | Vasundhara Ram         | Télougou  |                                                       |
| 2007  | Billa                            | Sasha                  | Tamoul    |                                                       |
| 2008  | Yaaradi Nee Mohini               | Keerthi                | Tamoul    |                                                       |
| 2008  | Kuselan                          | Nayanthara             | Tamoul    | Apparence d'invité                                    |
| 2008  | Kathanayakudu                    | Nayanthara             | Télougou  | Apparence d'invité                                    |
| 2008  | Satyam                           | Deivanayaki (Deiva)    | Tamoul    |                                                       |
| 2008  | Salute                           | Divya                  | Télougou  |                                                       |
| 2008  | Aegan                            | Mallika                | Tamoul    |                                                       |
| 2008  | Twenty:20                        | Elle-même              | Malayalam | Apparence spéciale dans la chanson "Hey Dil Deewana"  |
| 2009  | Villu                            | Janvi                  | Tamoul    |                                                       |
| 2009  | Anjaneyulu                       | Anjali                 | Télougou  |                                                       |
| 2009  | Aadhavan                         | Thara                  | Tamoul    |                                                       |
| 2010  | Adhurs                           | Chandrakala            | Télougou  |                                                       |
| 2010  | Bodyguard                        | Ammu                   | Malayalam |                                                       |
| 2010  | Goa                              | Elle-même              | Tamoul    | Caméo apparence                                       |
| 2010  | Simha                            | Gayatri                | Télougou  |                                                       |
| 2010  | Boss Engira Bhaskaran            | Chandrika              | Tamoul    |                                                       |
| 2010  | Elektra                          | Elektra Alexander      | Malayalam |                                                       |
| 2010  | Super                            | Indira                 | Kannada   |                                                       |
| 2011  | Sri Rama Rajyam                  | Sītā                   | Télougou  |                                                       |
| 2012  | Krishnam Vande Jagadgurum        | Devika                 | Télougou  |                                                       |
| 2013  | Ethir Neechal                    | Elle-même              | Tamoul    | Apparence spéciale dans la chanson "Local Boys"       |
| 2013  | Greeku Veerudu                   | Sandhya                | Télougou  |                                                       |
| 2013  | Raja Rani                        | Regina                 | Tamoul    |                                                       |
| 2013  | Arrambam                         | Maya                   | Tamoul    |                                                       |
| 2014  | Idhu Kathirvelan Kadhal          | Pavithra               | Tamoul    |                                                       |
| 2014  | Anaamika                         | Anaamika               | Télougou  |                                                       |
| 2014  | Nee Enge En Anbe                 | Anaamika               | Tamoul    |                                                       |
| 2015  | Nannbenda                        | Ramya                  | Tamoul    |                                                       |
| 2015  | Bhaskar the Rascal               | Hima                   | Malayalam |                                                       |
| 2015  | Massu Engira Masilamani          | Malini                 | Tamoul    |                                                       |
| 2015  | Thani Oruvan                     | Mahima                 | Tamoul    |                                                       |
| 2015  | Maya                             | Maya Mathews, Apsara   | Tamoul    |                                                       |
| 2015  | Life of Josutty                  | Swapna                 | Malayalam | Caméo apparence                                       |
| 2015  | Naanum Rowdy Dhaan               | Kadambari              | Tamoul    |                                                       |
| 2016  | Puthiya Niyamam                  | Vasuki Iyer            | Malayalam |                                                       |
| 2016  | Idhu Namma Aalu                  | Myla                   | Tamoul    |                                                       |
| 2016  | Thirunaal                        | Vidya                  | Tamoul    |                                                       |
| 2016  | Babu Bangaram                    | Sailaja                | Télougou  |                                                       |
| 2016  | Iru Mugan                        | Meera George           | Tamoul    |                                                       |
| 2016  | Kaashmora                        | Ratna Mahadevi         | Tamoul    |                                                       |
| 2017  | Dora                             | Pavalakkodi            | Tamoul    |                                                       |
| 2017  | Aramm                            | Madhivadhani           | Tamoul    |                                                       |
| 2017  | Velaikkaran                      | Mrinalini              | Tamoul    |                                                       |
| 2018  | Jai Simha                        | Gauri                  | Télougou  |                                                       |
| 2018  | Kolamavu Kokila                  | Kokila                 | Tamoul    |                                                       |
| 2018  | Imaikkaa Nodigal                 | Anjali Vikramadityan   | Tamoul    |                                                       |
| 2019  | Viswasam                         | Niranjana              | Tamoul    |                                                       |
| 2019  | Airaa                            | Bhavani, Yamuna        | Tamoul    |                                                       |
| 2019  | Mr. Local                        | Keerthana              | Tamoul    |                                                       |
| 2019  | Kolaiyuthir Kaalam               | Shruthi                | Tamoul    |                                                       |
| 2019  | Love Action Drama                | Shobha                 | Malayalam |                                                       |
| 2019  | Sye Raa Narasimha Reddy          | Siddhamma              | Télougou  |                                                       |
| 2019  | Bigil                            | Angel Aashirvaatham    | Tamoul    |                                                       |
| 2020  | Darbar                           | Lilly                  | Tamoul    |                                                       |
| 2020  | Mookuthi Amman                   | Mookuthi Amman         | Tamoul    |                                                       |
| 2021  | Nizhal                           | Sharmila               | Télougou  |                                                       |
| 2021  | Netrikann                        | Durga                  | Tamoul    |                                                       |
| 2021  | Aaradugula Bullet                | Nandhini               | Télougou  |                                                       |
| 2022  | Annaatthe                        | Pattamal               | Tamoul    |                                                       |
| 2022  | Kaathu Vaakula Rendu Kaadhal     | Kanmani Ganguly        | Tamoul    |                                                       |
| 2022  | O2                               | Parvathy               | Tamoul    |                                                       |
| 2022  | Godfather                        | Sathyapriya Jaidev     | Télougou  |                                                       |
| 2022  | Gold                             | Sumangali Unnikrishnan | Malayalam |                                                       |
| 2022  | Connect                          | Susan Murugasen        | Tamoul    |                                                       |
| 2023  | Jawan                            | Narmada Rai            | Hindi     |                                                       |
| 2023  | Iraivan                          | Priya                  | Tamoul    |                                                       |
| 2023  | Annapoorani: The Goddess of Food | Annapoorani Rangarajan | Tamoul    |                                                       |

## Distinctions et récompenses

### IIFA Utsavam Awards
- Meilleure actrice pour Maya (2015)

### Kalaimamani Awards
- Contribution du cinéma tamoul (2010)

### Ananda Vikatan Awards
- Meilleure actrice pour Naanum Rowdy Dhaan (2015)
- Meilleure actrice pour Aramm (2017)

### Tamil Nadu State Film Awards
- Tamil Nadu State Film Award de la meilleure actrice pour Raja Rani (2013)

### Edison Awards
- La magnifique Belle pour Thani Oruvan (2015)
- Meilleure actrice pour Naanum Rowdy Dhaan (2015)
- Meilleure actrice pour Aramm (2017)
- Meilleure actrice pour Imaikkaa Nodigal (2018)

### Filmfare Awards South
- Meilleure actrice Télougou pour Sri Rama Rajyam (2011)
- Meilleure actrice Tamoul pour Raja Rani (2013)
- Meilleure actrice Tamoul pour Naanum Rowdy Dhaan (2015)
- Meilleure actrice Malayalam pour Puthiya Niyamam (2016)
- Meilleure actrice Tamoul pour Aramm (2017)

### Kerala Film Critics Association Awards
- Meilleure actrice Malayalam pour Puthiya Niyamam (2016)

### Nandi Awards
- Meilleure actrice Télougou pour Sri Rama Rajyam (2011)

### CineMAA Awards
- Prix CineMAA de la meilleure actrice du jury pour Sri Rama Rajyam (2011)

### Bharatamuni Film Awards
- Meilleure actrice Télougou pour Sri Rama Rajyam (2011)

### Ugadi Puraskar Awards
- Meilleure actrice Télougou pour Sri Rama Rajyam (2011)

### TSR-TV9 Film Awards
- Meilleure actrice Télougou pour Sri Rama Rajyam (2011)

### Santosham Film Awards
- Meilleure actrice Télougou pour Sri Rama Rajyam (2011)

### Asianet Film Awards
- Meilleur nouvelle visage de l'année pour Manassinakkare (2003)
- Meilleure actrice Malayalam pour Bodyguard (2010)

### South Indian International Movie Awards
- Meilleure actrice Télougou pour Sri Rama Rajyam (2011)
- Meilleure actrice (critiques) Télougou pour Krishnam Vande Jagadgurum (2012)
- Meilleure actrice Malayalam pour Bhaskar the Rascal (2015)
- Meilleure actrice Tamoul pour Naanum Rowdy Dhaan (2015)
- Meilleure actrice Tamoul pour Iru Mugan (2016)
- Meilleure actrice Malayalam pour Puthiya Niyamam (2016)
- Meilleure actrice Tamoul pour Aramm (2017)
- Meilleure actrice Tamoul pour Annapoorani: The Goddess of Food (2023)

### Vijay Awards
- Héroïne préférée pour Billa (2007)
- Héroïne préférée pour Yaaradi Nee Mohini (2008)
- Héroïne préférée pour Raja Rani (2013)
- Meilleure actrice pour Raja Rani (2013)
- Meilleure actrice pour Aramm (2017)
- Héroïne préférée pour Aramm (2017)

### Sunfeast Tamil Music Awards
- Meilleure actrice pour Billa (2007)

### Behindwoods Gold Medal
- Meilleure performance d'actrice pour Raja Rani (2013)
- La Dame d'or du box-office du sud de l'Inde

### South Scope Style Awards
- Icône de la jeunesse femme (2009)

### The Hindu World Of Women Awards
- Excellence dans le domaine du divertissement (2018)